# Heiternplatz
Der Heiternplatz ist ein historischer Musterungsplatz in Zofingen. Er liegt auf dem Heitern (im lokalen Dialekt «Heitere»), einem Hügel südöstlich der Altstadt von Zofingen, und ist ein Kulturgut von nationaler Bedeutung.

## Beschreibung

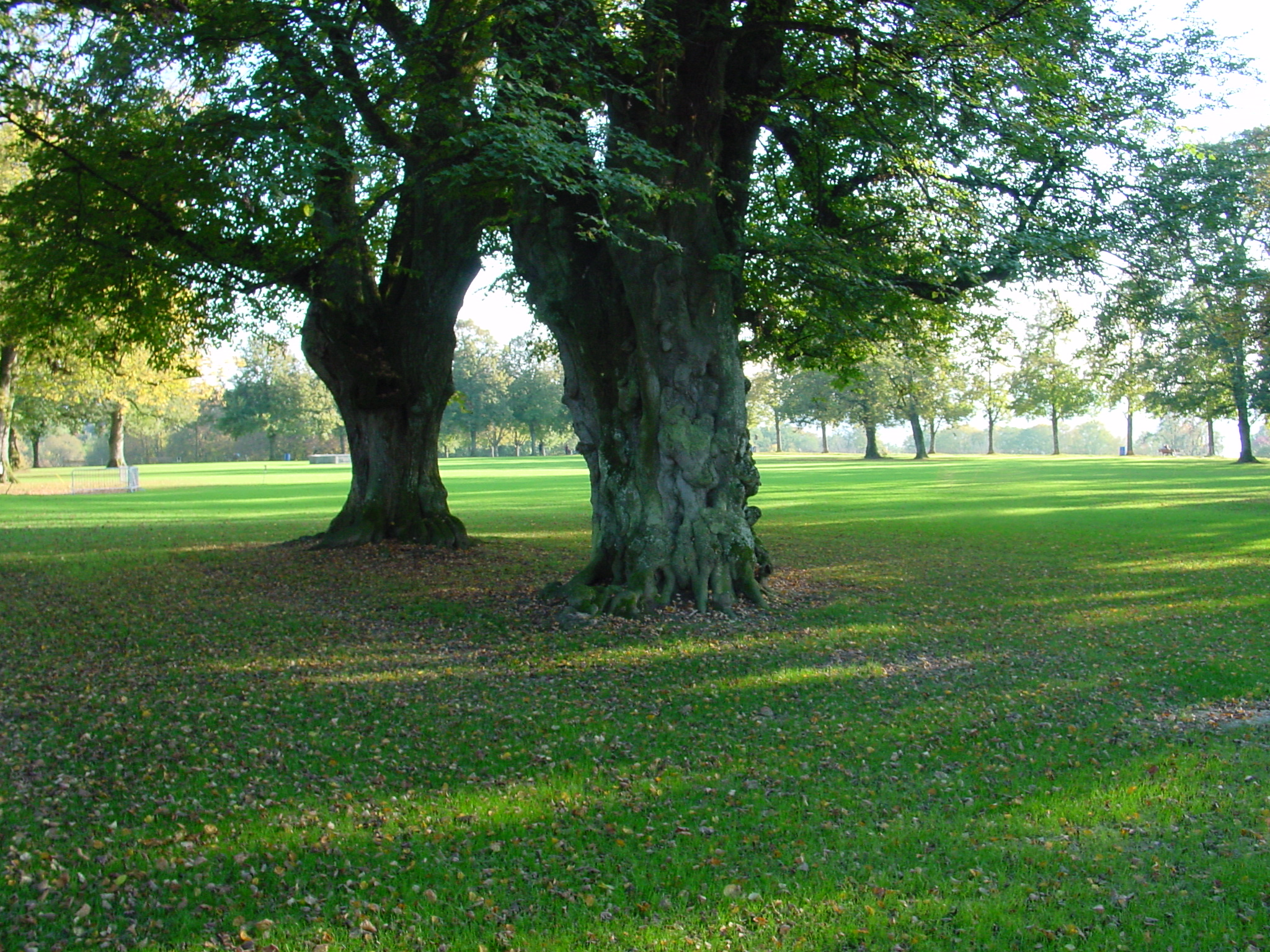
Heiternplatz

Beim Heiternplatz handelt es sich um einen ehemaligen militärischen Musterungs- und Exerzierplatz, wie sie im 18. Jahrhundert vielerorts errichtet wurden.
Der Platz misst rund 200 auf 150 Meter. Er wird auf allen Seiten von Linden gesäumt, die das sogenannte Lindengeviert bilden. Die ältesten Linden sind über 250 Jahre alt.
Im Süden des Platzes steht ein Brunnen. Dabei handelt es sich um den restaurierten Trog des 1590 errichteten Gerechtigkeitsbrunnens auf dem Niklaus-Thut-Platz, der 1894 durch den von der Studentenverbindung Zofingia gestifteten Niklaus-Thut-Brunnen ersetzt wurde.

## Geschichte

### Baugeschichte

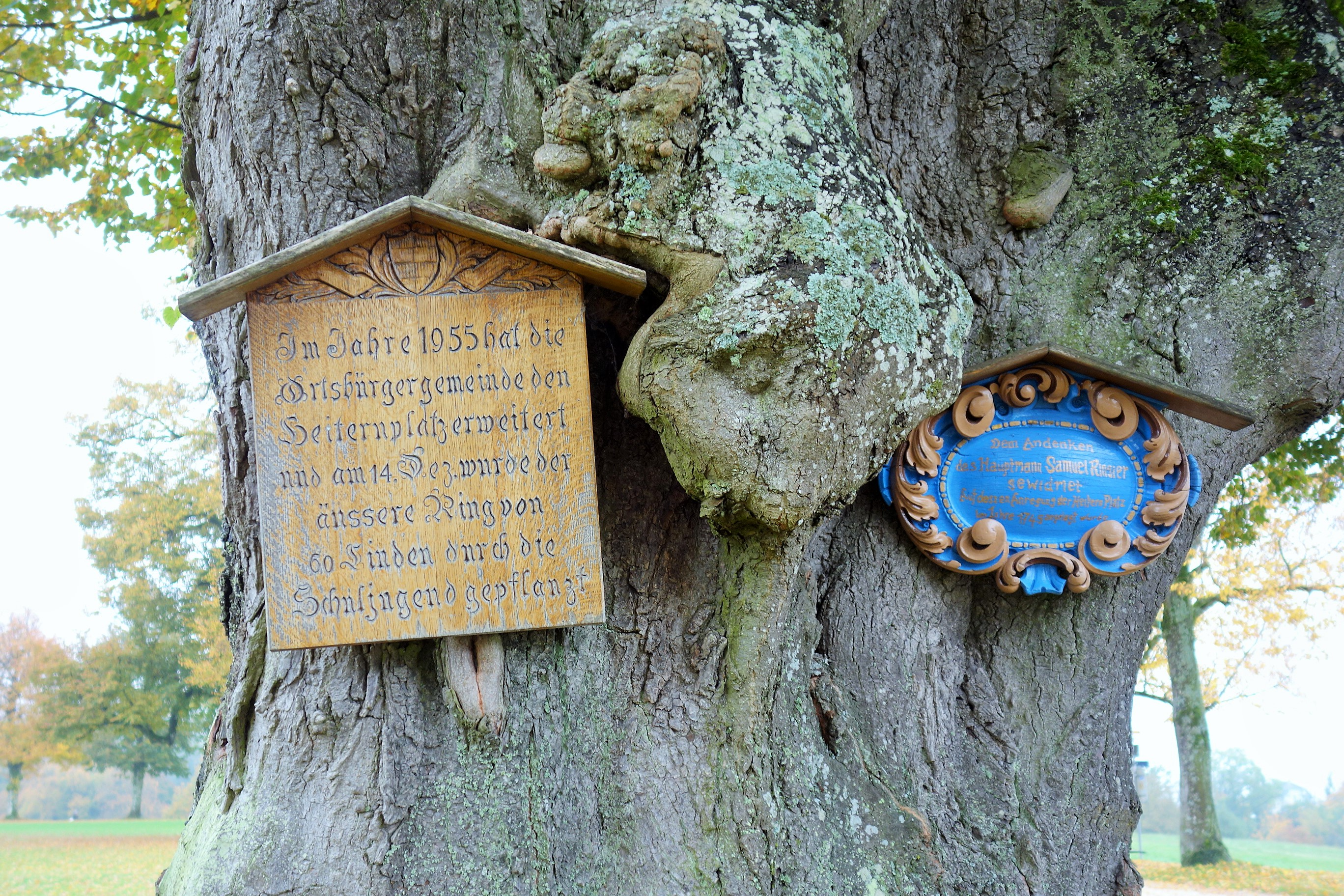
Gedenktafeln zur Baugeschichte

Initiiert wurde der Bau des Heiternplatzes 1745 von Stadtschreiber und Stadthauptmann Samuel Ringier. Bereits 1746 wurden die Linden gepflanzt. Damit entschied man sich gegen Kastanien, die ebenfalls zur Debatte standen. Der Platz wurde 1955 auf allen Seiten ausgebaut. Der Hintergrund war, dass die Schiessanlage auf den Heitern verlegt wurde, um an deren Standort das Bezirksschulhaus zu bauen. Den beim Bau der neuen Schiessanlage angefallene Aushub verwendete man für die Erweiterung des Platzes. Schulklassen pflanzten die 62 Bäume des äusseren Lindenringes. Besitzerin des Heiternplatzes ist die Ortsbürgergemeinde Zofingen.

### Nutzungsgeschichte

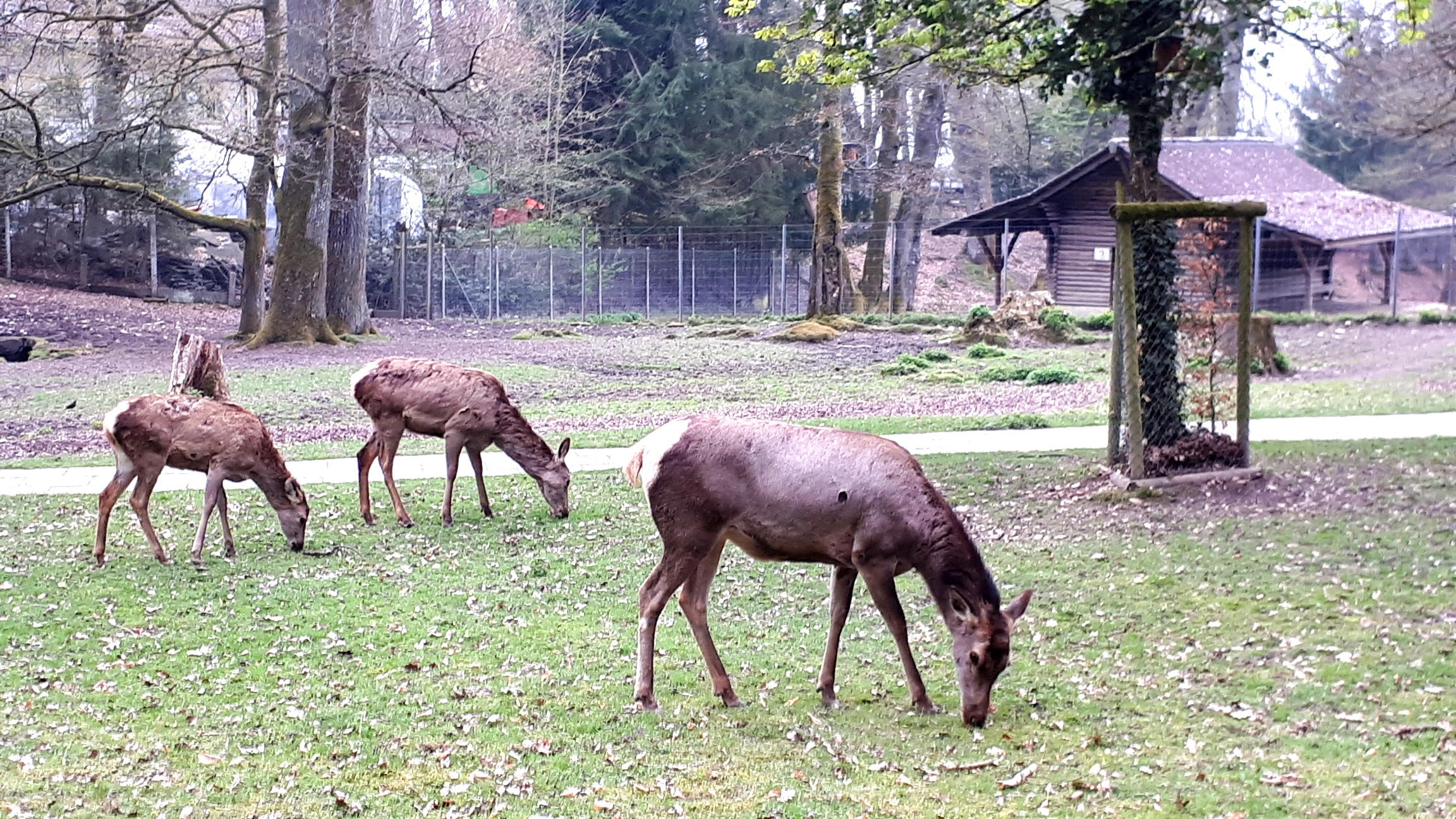
Wildpark Zofingen

Heute bildet der Heiternplatz zusammen mit weiteren Einrichtungen auf dem Heitern ein wichtiges Naherholungsgebiet in der Region Zofingen. Er dient als Aussichtspunkt über das Wiggertal, Treffpunkt für Picknicks oder Startpunkt für sportliche Aktivitäten wie Wanderungen oder Biketouren. Zum Naherholungsgebiet gehört der Wildpark Zofingen mit einheimischen Tierarten. Neben dem Wildpark und der Schiessanlage mit dem Schützenhaus liegen in der Umgebung auch zwei Feuerstellen und in den sogenannten Reuten ein Obstsortengarten, der von der Ortsbürgergemeinde Zofingen zusammen mit ProSpecieRara betrieben wird. Mit einer Fläche von neun Hektaren handelt es sich um den grössten zusammenhängenden Obstsortengarten im Schweizer Mittelland. Er besteht aus über 800 Hochstammobstbäumen mit rund 400 Sorten, darunter Apfel-, Kirsch-, Birnen-, Pflaumen-, Zwetschgen- und weitere Bäume. Auf dem Heiternplatz veranstaltet ProSpecieRara auch alljährlich den Reutenmarkt, an dem bedrohte Sorten und daraus hergestellte Produkte verkauft werden. Bei schönem Wetter findet auf dem Heiternplatz und Umgebung das Nachmittagsprogramm des Zofinger Kinderfests statt.

#### Militärische Nutzung
In seiner ursprünglichen Bestimmung wurde er von der Zofinger Freikompanie zur Vorbereitung des Kampfes auf Seiten Berns gegen die Franzosen in der Schlacht bei Neuenegg 1798 genutzt. 1844 und 1845 formierten sich auf dem Heitern die Zofinger Freischaren, die an den Freischarenzügen gegen Luzern teilnahmen. In der Gegenwart wird der Platz noch für Fahnenübergaben genutzt.

#### Richtplatz
Im 19. Jahrhundert, als nach dem Ende der Berner Herrschaft über Zofingen der Galgen ausser Betrieb genommen wurde, diente der Platz auch als Richtstätte, etwa 1815 bei der Enthauptung eines Brandstifters.

#### Sportplatz
Der Heiternplatz diente nach der Schützenwiese beim Alten Schützenhaus als zweiter Fussballplatz in Zofingen. Der 1896 gegründete Football-Club Zofingen trug seine ersten Wettkämpfe gegen auswärtige Mannschaften darauf aus. Das wohl erste Fussballspiel gegen eine auswärtige Mannschaft in Zofingen fand am 26. September 1897 statt. Eingeladen war eine Mannschaft aus Lenzburg. Auch der 1899 als Nachfolgeverein des Football-Club Zofingen neu gegründete SC Zofingen (damals noch: Football-Club «Old Boys» Zofingen) trug seine Heimspiele bis zur Einweihung des Sportplatzes Steibrüggli 1933 an der Strengelbacherstrasse auf dem Heiternplatz aus. Grund für den Ortswechsel waren unter anderem die Äste der Linden, die die Flugbahn hoher Bälle verfälschten, fehlende Umkleidemöglichkeiten (Gastmannschaften mussten sich in Gastronomiebetrieben in der Altstadt umkleiden), der Zustand des Platzes, der auch zum Reiten genutzt wurde, sowie die behördlich eingeschränkten Möglichkeiten, Eintrittsgelder zu kassieren.
1934 fand auch das erste Handballspiel des TV Zofingen auf dem Heiternplatz statt. Weitere sportliche Ereignisse waren die in den 1930er- und 1940er-Jahren von der Zofinger Guttempler-Sektion organisierten Abstinenten-Sporttage.

#### Festivals
1991 fand im Rahmen der Feierlichkeiten «CH-91 Treffpunkt Wiggertal» zum 700-Jahr-Jubiläum der Schweiz ein eintägiges Open Air Festival mit sechs Bands – Headliner war Roger Chapman – und 4000 Besuchern statt. Dies war die Geburtsstunde des Heitere Open Airs, das seitdem jährlich im August auf dem Heiternplatz und den angrenzenden Arealen durchgeführt wird. Ab 1993 fand das Festival an zwei Tagen statt. 1997 konnte die Dauer auf drei Tage ausgedehnt werden. Aus Sicherheitsgründen werden nicht mehr als 12'000 Personen pro Tag auf das Gelände gelassen, weshalb das Festival mit rund 36'000 Besuchern an der oberen Grenze angelangt ist. Im Vorfeld des eigentlichen Open Airs finden seit einigen Jahren verschiedene weitere Veranstaltungen statt, darunter ein Comedy Open Air, ein Volksschlager Open Air sowie die Magic Night, an der Musiklegenden auftreten.
In den 1990er-Jahren fand im Juli zudem das Classic Open Air statt, an dem oft internationale Opernstars auftraten. 1995 war unter anderem Plácido Domingo zu Gast. 1997 trat Montserrat Caballé auf.

### Unwetter 2011
Bei einem Unwetter im Juli 2011, das in der Region Zofingen grosse Schäden anrichtete, wurde auch der Heiternplatz stark in Mitleidenschaft gezogen. Von den 1955 gepflanzten Linden des äusseren Rings fielen acht dem Sturmwind zum Opfer. Drei wurden entwurzelt und fünf so stark beschädigt, dass sie gefällt werden mussten. Von den 1746 gepflanzten Linden des inneren Rings wurden ebenfalls drei entwurzelt. Zehn weitere mussten wegen starker Schäden gefällt werden. Im inneren Ring verblieben somit zumindest vorläufig zwölf Linden, von denen viele wie auch zahlreiche weitere des äusseren Rings stark beschädigt worden sind. In der Zofinger Bevölkerung war das Bedauern über die Zerstörungen gross. Bei einer Spendenaktion für den Wiederaufbau wurden 15'000 Franken gesammelt.
Die zerstörten sieben knapp 50 Jahre alten Linden des äusseren Ringes sowie drei Linden des Zufahrtsweges wurden im Dezember 2011 ersetzt, teilweise finanziert durch die Spendensammlung. Die älteren Linden des inneren Ringes wurden nicht ersetzt, da der Altersunterschied zu den Linden des äusseren Ringes aufgrund der Lebenserwartung des Baumes zu gering wäre. Auch Jahre später mussten noch beim Sturm beschädigte Linden, die seitdem unter spezieller Beobachtung standen, gefällt werden.